# برنامج الاختيار البيئي
برنامج الاختيار البيئي هو مخطط لوضع العلامات البيئية أُنشئ من قبل وزارة البيئة الكندية في عام 1988. يهدف البرنامج إلى مساعدة المستهلكين على تحديد المنتجات الأقل ضررًا بالبيئة من خلال تمييزها بعلامة بيئية معترف بها.
تم تأسيس البرنامج من قبل الحكومة الكندية، ولكنها الآن معروفة على مستوى العالم.

## الشعار والمعايير
يحمل البرنامج شهادة تعرف باسم EcoLogo، وهي رمز يتكون من ثلاث حمامات متشابكة داخل ورقة قيقب خضراء، تمنح هذه الشهادة للمنتجات والخدمات التي تفي بمعايير بيئية صارمة تم التحقق منها من قبل جهة مستقلة للتدقيق.
في يوليو 2013، كان هناك أكثر من 7000 منتج حاصل على شهادة EcoLogo تمثل أكثر من 300 شركة وعلامة تجارية مختلفة، كما طبقت معايير الشهادة على 122 فئة مختلفة من المنتجات.